# کاکنی
کاکنی لهجه و گویش انگلیسی است که عمدتاً در لندن و اطراف آن صحبت می‌شود، به ویژه در طبقه کارگر و طبقه متوسط رو به پایین. اصطلاح «کاکنی» به‌طور سنتی برای توصیف شخصی از منطقه شرقی لندن استفاده می‌شود، یا در محدوده «کلیسای سنت ماری-له-بو» به دنیا آمده‌است، اگرچه بیشتر به گویندگان لهجه/گویش از سراسر لندن اشاره دارد.
انگلیسی مصبی یک لهجه میانی بین کاکنی و تلفظ دریافتی است که به‌طور گسترده در لندن و اطراف لندن و همچنین در جنوب شرقی انگلستان رایج است. در مناطق چندفرهنگی لندن، گویش کاکنی تا حدی با زبان انگلیسی چندفرهنگی لندن جایگزین شده‌است - شکل جدیدی از گفتار با تأثیر قابل توجه کاکنی.